# Sclerosperma
Sclerosperma ist eine in den Regenwäldern Westafrikas heimische Palmengattung. Sie ist die einzige Gattung der Tribus Sclerospermeae. Die Vertreter besitzen einen für Palmen ungewöhnlichen Blütenstand: er ist aufrecht, unverzweigt und trägt gedrängt stehende Blüten.

## Merkmale
Die Vertreter sind meist stammlos und wachsen in Horsten. Sie bilden häufig Dickichte. Sie sind unbewehrt, monözisch und mehrmals blühend. Der Stamm ist, sofern vorhanden, kriechend oder aufrecht, eher gedrungen und dicht mit ringförmigen Blattnarben besetzt.
Die Chromosomenzahl ist unbekannt.

### Blätter
Die Blätter sind reduplicat (Querschnitt der Fiederchen Λ-förmig), zweiteilig (bifid) oder gefiedert, und sehr groß. Bei Jungpflanzen sind die Blätter tief bifid. Die Blattscheide ist eher kurz und reißt gegenüber dem Blattstiel auf, die Ränder sind faserig. Der Blattstiel ist lang, schlank, an der Oberseite gefurcht, an der Unterseite gerundet. Die Fiederblättchen, wenn vorhanden, bestehen aus mehreren sehr schmalen Falten. Die Mittelrippen sind deutlich ausgebildet. Die Blattspreite ist an der Oberseite dunken, an der Unterseite dicht mit einer amorphen weißen Behaarungen und an den Nerven mit kleinen Schuppen versehen. Die Fiederblättchen sind am Ende ausgerissen (prämors). Der Blattrand ist fein gezähnt.

### Blütenstände
Die Blütenstände stehen zwischen den Blättern (interfoliar) und sind zwischen den Blattbasen verborgen, manchmal auch noch zusätzlich von Ablagerungen verdeckt. Sie sind aufrecht, gedrungen und ährenförmig. Der Blütenstandsstiel ist sehr kurz, im Querschnitt elliptisch und dicht behaart. Das Vorblatt ist eher kurz, stark zweikielig und später zerfasernd. Das Hochblatt am Blütenstandsstiel ist länger als das Vorblatt, röhrig und bildet ein dichtes Fasernetz um die Blüten. Es öffnet sich distal und gibt so den Blütenstand teilweise frei. Zwei weitere, unvollständige, spitze Hochblätter stehen seitlich direkt unterhalb der Blüten. Die Blütenstandsachse ist länger als der Blütenstandsstiel, aber dennoch kurz, gedrungen und trägt wenige (rund 12) Blütentriaden an der Basis und zahlreiche Reihen von männlichen Blüten distal. Jede Triade wird von einem flachen, spitzen, faserigen Tragblatt getragen, die männlichen von kleinen spitzen Tragblättern. Die Blüten-Brakteolen sind bei den Triaden vorhanden und flach, rundlich und teilweise verwachsen.

### Blüten
Die männlichen Blüten der Triaden sind gestielt und asymmetrisch, die distalen Blüten sind sitzend und symmetrisch. Alle männlichen Blüten haben drei freie Kelchblätter, die basal imbricat stehen. Sie sind lange, nach oben verschmälert, apikal gestutzt oder mit einer kurzen mittigen Spitze. Die drei Kronblätter sind frei, valvat mit abgeflachten Spitzen. Es gibt 60 bis 100 Staubblätter. Ihre Filamente sind sehr kurz, eher dreieckig, die Antheren sind längliche, basifix, öffnen sich latrörs. Das Konnektiv ist deutlich ausgebildet. Ein Stempelrudiment fehlt. Der Pollen ist symmetrisch und in polarer Ansicht von abgeflacht dreieckig. Er ist heteropolar: an der distalen Seite befinden sich subapikal drei operculate Keimporen.
Die weiblichen Blüten sind größer als die männlichen und breit eiförmig. Die drei Kelchblätter sind zu einem dreizipfeligen, kahlen Becher verwachsen, oder die Ränder von zwei Kelchblätter sind frei und imbricat. Die drei Kronblätter sind asymmetrisch, brei imbricat mit dicken valvaten Spitzen. Es gibt sechs sehr kleine Staminodien, sie können aber auch fehlen. Das Gynoeceum ist eiförmig, einfächrig mit einer Samenanlage und mit dünnen, braunen Schuppen besetzt. Die Narbe ist groß, kappenförmig und dreieckig. Die Samenanlage ist mehr oder weniger hängend und wahrscheinlich campylotrop.

### Früchte und Samen
Die Früchte sind kugelig bis verkehrt eiförmig. Apikal sind sie rund um den kurzen Schnabel mit dem Narbenrest etwas eingedrückt. Die Farbe zur Fruchtreife ist purpurn bis schwarz. Das Exokarp ist dünn, das Mesokarp ist dünn, parenchymatisch mit (möglicherweise) Silikat-Einschlüssen. Das Endokarp ist knochig, dick, außen unregelmäßig mit flachen Gruben versehen. Der Samen ist kugelig bis verkehrt eiförmig, etwas rau. Das Hilum ist länglich, das Endosperm ist homogen, der Embryo sitzt basal.

## Verbreitung und Standorte
Die Gattung kommt in den perhumiden tropischen Regenwäldern des äquatorialen Westafrika vor, im Gebiet rund um den Golf von Guinea. Die Vertreter wachsen vorwiegend in tiefgelegenen, feuchten, sumpfigen Gebieten.

## Systematik
Die Gattung Sclerosperma G.Mann & H. Wendl. wird innerhalb der Familie Arecaceae in die Unterfamilie Arecoideae gestellt und bildet alleine die Tribus Sclerospermeae. Die Monophylie wurde nicht untersucht. Die Sclerospermeae bilden zusammen mit den Oranieae und den Podococceae eine Klade.
In der World Checklist of Selected Plant Families der Royal Botanic Gardens, Kew, werden folgende Arten anerkannt:
- Sclerosperma mannii H.Wendl.: Das Verbreitungsgebiet erstreckt sich von Liberia und Nigeria bis zum nordöstlichen Angola.
- Sclerosperma profizianum Valk. & Sunderl.: Das Verbreitungsgebiet dieser erst 2008 neu beschriebenen Art erstreckt sich von Ghana bis zum nordöstlichen Angola.
- Sclerosperma walkeri A.Chev.:Die Heimat ist Gabun und das westliche Zaire.

Sclerosperma wurde 1864 von Gustav Mann und Hermann Wendland in Transactions of the Linnean Society of London Band 24 Teil 3, Seite 427 erstbeschrieben. Typusart ist Sclerosperma mannii. Die Art wurde von Gustav Mann in Westafrika entdeckt. Der Gattungsname leitet sich von den altgriechischen Wörtern für hart und Samen ab, ein Hinweis auf das harte Endosperm.

## Belege
- John Dransfield, Natalie W. Uhl, Conny B. Asmussen, William J. Baker, Madeline M. Harley, Carl E. Lewis: Genera Palmarum. The Evolution and Classification of Palms. Zweite Auflage, Royal Botanic Gardens, Kew 2008, ISBN 978-1-84246-182-2, S. 389–391.